# Tur Al Bahah (huyện)
Huyện Tur Al Bahah là một huyện thuộc tỉnh Lahij, Yemen. Đến thời điểm năm 2003, huyện này có dân số 47426 người